# Землерийні машини

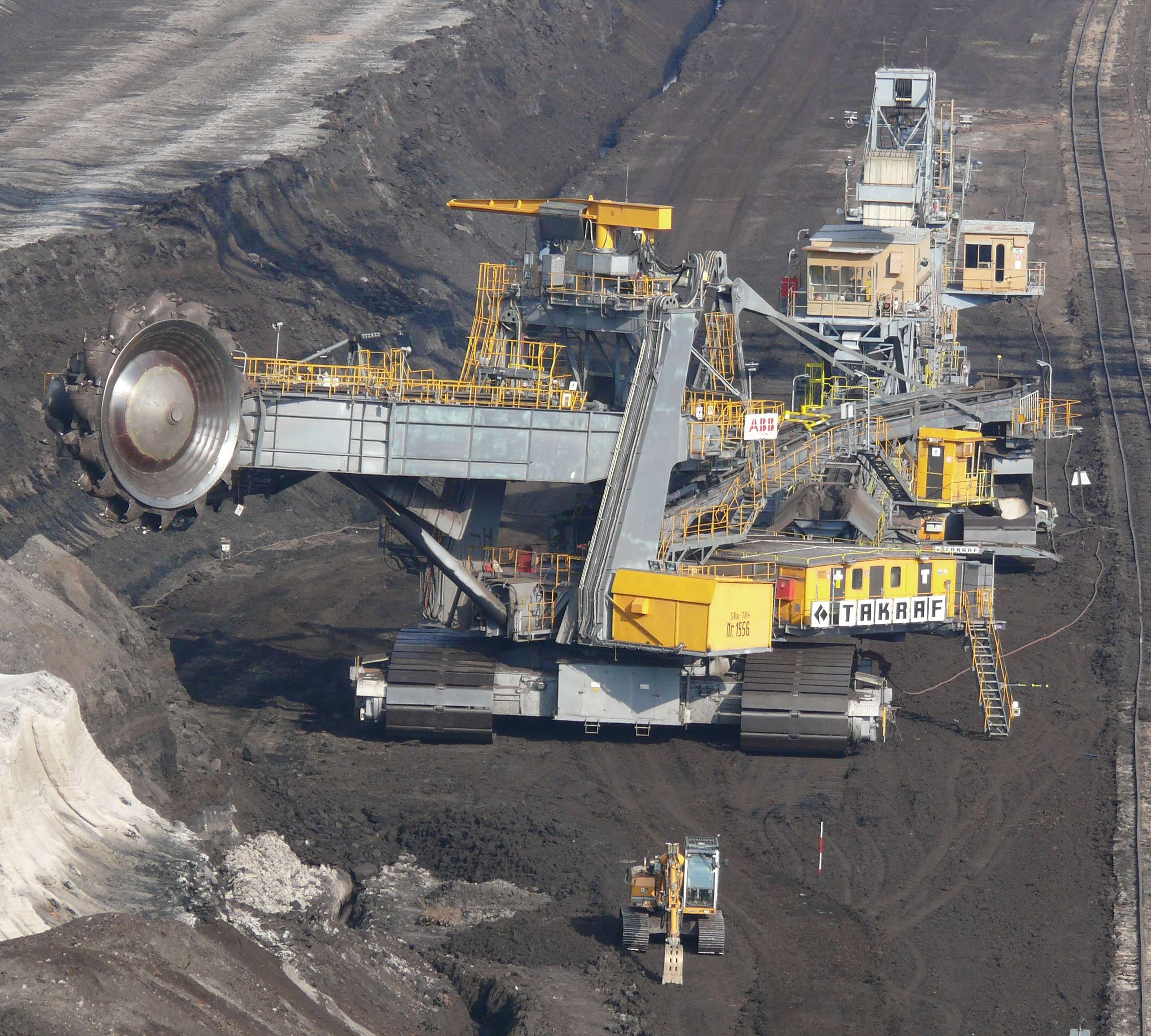
Роторний екскаватор

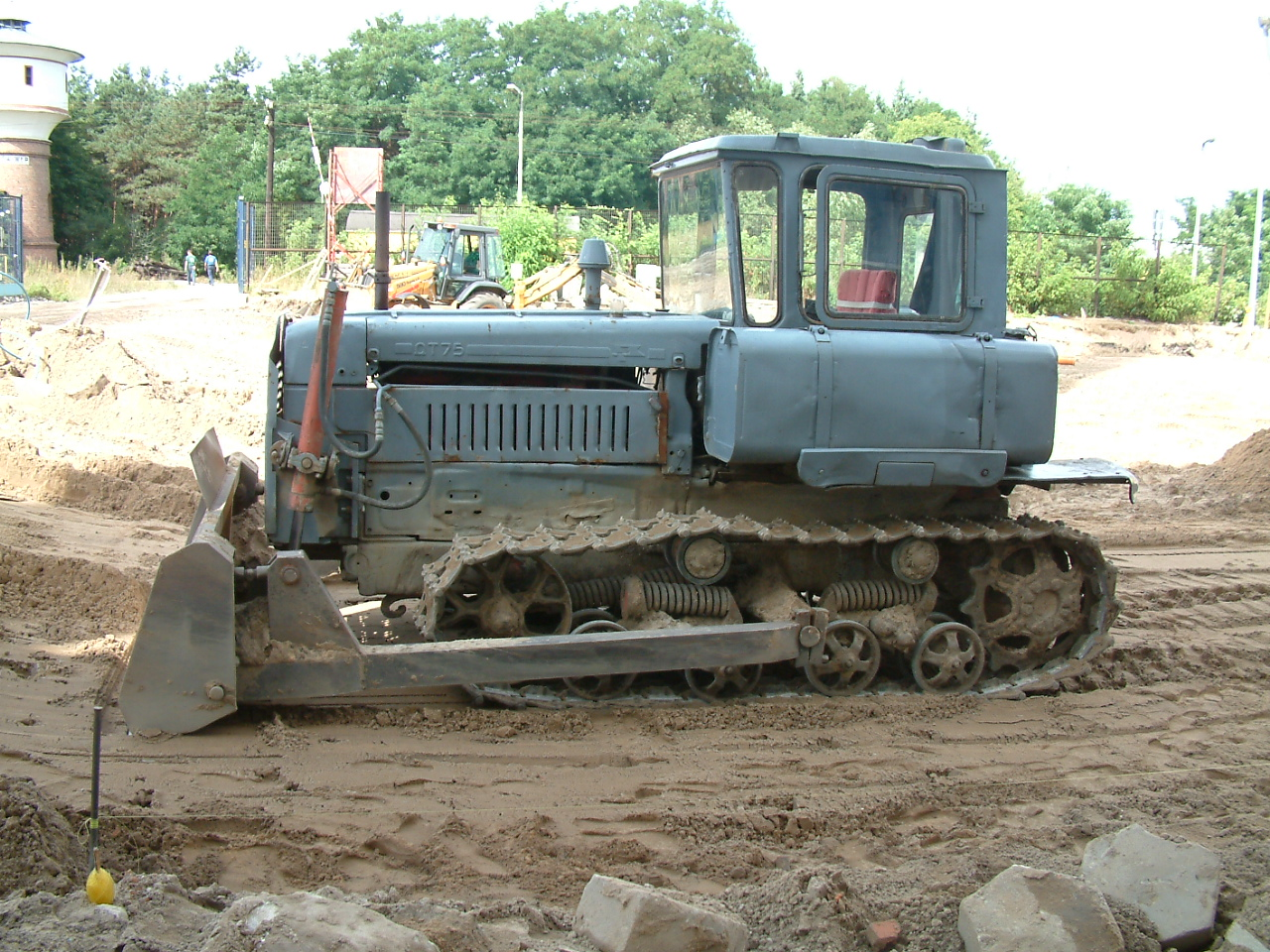
Soviet made DT-75 (also called Dz-42)

Землери́йні маши́ни (рос. землеройные машины, англ. earthmoving machine, нім. Erdbaugeräte n pl, Erdbewegungsgeräte n pl, Bagger m, Erdausheber m, Bodenbearbeitungsmaschinen f pl) — машини, що виконують земляні роботи по переміщенню ґрунту при видобутку корисних копалин, будівництві автомобільних доріг та залізниць, гідротехнічних споруд, прокладанні підземних комунікацій тощо.
Землерийні машини розробляють породи всіх категорій, в тому числі мерзлі і скельні.
Розрізняють такі землерийні машини:
- виїмно-навантажувальні (екскаватори, шнеково-бурові, обвало-навантажувальні),
- виїмно-транспортні (бульдозери, скрепери, грейдери, грейдер-елеватори, струги),
- підготовчі (розпушувачі та ін.),
- спеціальні плавучі землерийні машини (землесосні і землечерпальні снаряди, драги та інші).